# Hípies (escultor)
Hípies o Hípias (en llatí: Hippias, en grec antic: Ἱππίας) va ser un escultor grec que segons Pausànies va fer una estàtua del vencedor a l'olimpíada Esceos fill de Duris de Samos, que va estar a Olímpia cap a l'any 324 aC quan els samians van ser expulsats de la seva illa.